# Gamma Muscae
Gamma Muscae (γ Mus, γ Muscae), è la quinta stella più luminosa della costellazione della Mosca. La sua magnitudine apparente è 3,83 e dista 325 anni luce dal sistema solare.

## Osservazione
Si tratta di una stella situata nell'emisfero celeste australe. La sua posizione è fortemente australe e ciò comporta che la stella sia osservabile prevalentemente dall'emisfero sud, dove si presenta circumpolare anche dalle regioni temperate; dall'emisfero nord la sua visibilità è invece limitata alle regioni tropicali, comunque non più a nord della latitudine 18° N. La sua magnitudine pari a 3,84 le consente di essere scorta anche dai piccoli centri urbani, sebbene un cielo non eccessivamente inquinato sia maggiormente indicato per la sua individuazione.

## Caratteristiche fisiche
γ Muscae è una stella bianco-azzurra di tipo spettrale B5V che ha una temperatura superficiale di circa 15.000 K. È classificata come stella peculiare poiché mostra un contenuto anomalo di alcuni elementi chimici. In particolare, essa è una stella Bw, un tipo di stelle caratterizzate da linee dell'elio piuttosto deboli, com'è ad esempio anche α Sculptoris. γ Muscae è una stella variabile pulsante lenta (SPB), il cui prototipo è 53 Persei. La sua luminosità varia di 0,02 magnitudini nell'arco di 2,73 giorni.
Con un raggio 3,3 volte quello del Sole, Gamma Muscae brilla con una luminosità 800 volte superiore alla nostra stella.
Ha una massa 4,8 maggiore di quella solare e la sua età è stimata essere di poco più di 80 milioni di anni. Fa parte della Cintura di Gould, un anello parziale di giovani e massicce stelle di classe O e B avente un diametro di circa 300 anni luce.